# Aappilattoq (Kujalleq)

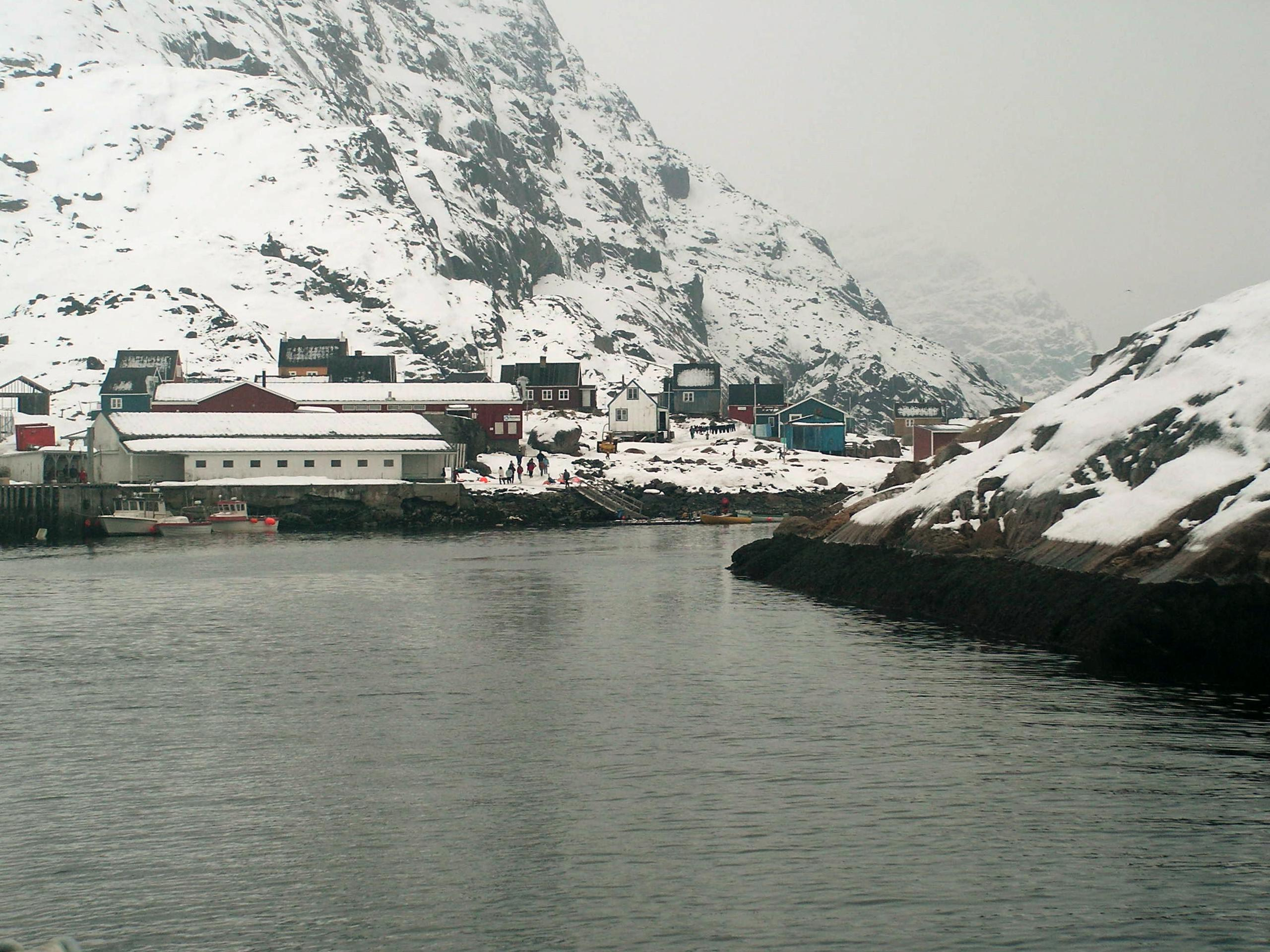
Aappilattoq no Inverno.

Aappilattoq (Kujalleq) (ortografia antiga: Augpilagtoq) é um assentamento no município de Kujalleq, no sul da Gronelândia. Tinha 132 habitantes em 2010. A área de Aappilattoq é habitada desde o século XIX, mas a vila atual só foi fundada em 1922, no século XX.

## População
A maioria dos assentamentos no sul da Gronelândia apresentam padrões de crescimento negativo ao longo das duas últimas décadas. Aappilattoq perdeu mais de um terço da população desde 1990 e mais de 20% em relação a 2000.

## Transporte
O assentamento é servido pelo Heliporto de Aappilattoq. O transporte é feito por via aérea e por vía marítima. O assentamento é praticamente inacessível por terra devido à sua localização, circundado quase por completo por montanhas.